# Příhrazské skály
Příhrazské skály este o arie protejată (arie specială de conservare — SAC, sit de importanță comunitară — SCI) din Republica Cehă întinsă pe o suprafață de 519,31 ha, integral pe uscat.

## Localizare
Centrul sitului Příhrazské skály este situat la coordonatele 50°31′21″N 15°03′41″E / 50.5225°N 15.061389°E.

## Înființare
Situl Příhrazské skály a fost declarat sit de importanță comunitară în aprilie 2005 pentru a proteja 1 specie de plante și 1 specie de animale. Situl a fost protejat și ca arie specială de conservare în iulie 2012.

## Biodiversitate
Situată în ecoregiunea continentală, aria protejată conține 1 habitat natural: Peșteri inaccesibile publicului.
La baza desemnării sitului se află mai multe specii protejate:
- plante (1): Trichomanes speciosum
- mamifere (1): liliacul mic cu potcoavă (Rhinolophus hipposideros)